# Chorążyce (Petite-Pologne)
Pour les articles homonymes, voir Chorążyce.
Chorążyce est une localité polonaise de la gmina de Koniusza, située dans le powiat de Proszowice en voïvodie de Petite-Pologne.